# Frohna
Frohna és una població dels Estats Units a l'estat de Missouri. Segons el cens del 2000 tenia 192 habitants.

## Demografia
Segons el cens del 2000, Frohna tenia 192 habitants, 84 habitatges, i 51 famílies. La densitat de població era de 125,6 habitants per km².
Dels 84 habitatges en un 26,2% hi vivien nens de menys de 18 anys, en un 57,1% hi vivien parelles casades, en un 2,4% dones solteres, i en un 38,1% no eren unitats familiars. En el 33,3% dels habitatges hi vivien persones soles el 17,9% de les quals corresponia a persones de 65 anys o més que vivien soles. El nombre mitjà de persones vivint en cada habitatge era de 2,29 i el nombre mitjà de persones que vivien en cada família era de 2,96.
Per edats la població es repartia de la següent manera: un 20,8% tenia menys de 18 anys, un 7,8% entre 18 i 24, un 25,5% entre 25 i 44, un 21,9% de 45 a 60 i un 24% 65 anys o més.
L'edat mediana era de 40 anys. Per cada 100 dones de 18 o més anys hi havia 92,4 homes.
La renda mediana per habitatge era de 41.635 $ i la renda mediana per família de 51.250 $. Els homes tenien una renda mediana de 33.125 $ mentre que les dones 20.357 $. La renda per capita de la població era de 17.400 $. Entorn de l'1,8% de les famílies i el 7% de la població estaven per davall del llindar de pobresa.

## Poblacions més properes
El següent diagrama mostra les poblacions més properes.